# Swedish House Mafia
Swedish House Mafia — шведская электронно-танцевальная супергруппа, состоящая из трёх хаус диджеев и продюсеров: Axwell, Стив Анжелло (англ. Steve Angello) и Себастьян Ингроссо (англ. Sebastian Ingrosso). Группа официально была сформирована в 2008 году. Коллектив завоевал 10 место в Toп 100 DJ-ев 2011 года по версии DJ Magazine и был назван «главными лицами прогрессив-хаус музыки» (англ. "The faces of mainstream progressive house music"). В 2012 году они заняли 12 место В Toп 100 диджеев. 24 июня 2012 года группа объявила через свой веб-сайт о распаде, после проведения тура «One Last Tour», который заканчивался на Ultra Music Festival 24 марта 2013 года.
Через некоторое время после распада Axwell и Себастьян Ингроссо продолжили работу в качестве дуэта под именем Axwell Λ Ingrosso.
25 марта 2018 года произошло то, о чем мечтали поклонники трио — группа Swedish House Mafia воссоединилась и сыграла на 20-летии Ultra Music Festival, причем имя диджеев, которые будут закрывать фестиваль, держалось в секрете до последнего момента.

## Музыкальная карьера

### Релизы
Первая работа под названием «Get Dumb» стала результатом сотрудничества с Laidback Luke. Она была выпущена в 2007 году Аксвеллом, Стивом Анжело и Себастьяном Ингроссо. В 2009 году они выпустили «Leave the World Behind» вместе с Laidback Luke и вокалом от Деборы Кокс (англ. Deborah Cox).
В 2010 году Swedish House Mafia подписали контракт с Polydor Records (прежде Polygram), принадлежавшей UMG, после ссоры с предыдущим звукозаписывающим лейблом EMI из-за расхождения идей. Они выпустили сингл «One» на Beatport 2 мая 2010 года. Первый официальный сингл под именем Swedish House Mafia достиг успеха на международной арене, заняв 7 место в хит-параде синглов Великобритании. Вслед за этим группа, в сотрудничестве с Фарреллем (англ. Pharrell), сделала вокальную версию под названием «One (Your Name)». Следующий сингл, написанный совместно с Тайни Темпа (англ. Tinie Tempah), называется «Miami 2 Ibiza». В сентябре 2010 года сингл занял 4 место в хит-параде синглов Великобритании. Оба трека были взяты из компиляционного альбома Until One — коллекция синглов и ремиксов от Swedish House Mafia одновременно как от группы, так и по отдельности (ещё до формирования группы).
В мае 2011 года Swedish House Mafia выпустила новый сингл с вокалом от Джона Мартина под названием «Save the World», трек занял 10 позицию в хит-параде Великобритании. Позже, в этом же году, 16 декабря, группа выпустила трек «Antidote», написанный совместно с Knife Party. 12 марта 2012 года Swedish House Mafia выпустила их следующий сингл под названием «Greyhound». Их последний и наиболее коммерчески популярный трек «Don't You Worry Child», в котором используется вокал от Джона Мартина, был выпущен 14 сентября 2012 года. 17 сентября группа анонсировала релиз второго компиляционного альбома под названием Until Now, в который входил официальный саундтрек One Last Tour. Альбом был выпущен 22 октября того же года, ровно через два года после выпуска их первого компиляционного альбома Until One.
15 Июля 2021 года состоялся первый релиз за 9 лет сингла под названием «It Gets Better».

### Документальные фильмы

#### Take One
29 ноября 2010 года Swedish House Mafia выпустили свой первый документальный фильм под названием Take One. Фильм снимался на протяжении 2-х лет, охватывая 253 вступления и 15 стран, двумя шведскими режиссёрами: Кристианом Ларсоном (англ. Christian Larson) и Хенриком Хансоном (англ. Henrik Hanson). Они прокомментировали Take One, сказав: «Это вовсе не рассказ. Это просто последовательность, превратившаяся в историю. Это хронология. Это просто следование за ними всюду и их становление персонажами в своём собственном фильме. Это всё довольно естественно. Это было весьма легко, потому что они — весьма сильные персонажи, все три из них» (англ. "It's not narrated at all. It's just sequences of them and it's made into a story. It's all chronological. It's just us following them around and they become characters in their own film. It all happened pretty naturally. It was pretty easy because they are all such strong characters, all three of them."). Документальный фильм начинается со Swedish House Mafia в студии вместе с Laidback Luke, работающими над треком «Leave the World Behind», и заканчивается премьерой хита «One» на Ultra Music Festival в 2010 году.

#### Leave The World Behind
После окончания их тура «One Last Tour» было подтверждено, что будет снят ещё один документальный фильм под названием Leave the World Behind, который будет выпущен в некоторых кинотеатрах весной 2014 года. Официальная премьера состоялась 27 марта на фестивале SXSW. Leave the World Behind в данный момент доступен для покупки в iTunes и выпущен на Blu-ray и DVD 2 сентября 2014 года.

### Второй тур
24 июня 2012 года через официальный веб-сайт группы было анонсировано, что заключительный этап их тура в 2012 году будет завершающим: «Сегодня мы хотим сообщить вам, что предстоящее турне — последнее. Мы хотим поблагодарить каждого из вас, кто разделил с нами наш путь. Мы пришли, мы отрывались, мы любили» (англ. "Today we want to share with you, that the tour we are about to go on will be our last. We want to thank every single one of you that came with us on this journey. We came, we raved, we loved."). Они указали, что три даты выступлений, которые будут последним этапом их тура, будут анонсированы в августе. В интервью журналу Rolling Stone по поводу распада группы Стив Анджелло сказал: «Мы просто решили, что мы дошли до момента, где мы не знаем, каков будет наш следующий шаг», и что «мы вышли за пределы наших мечтаний и мы зашли очень, очень далеко». Анджелло также отметил, что он сосредоточится на разработке его собственного лейбла Size Records.
24 сентября 2012 года Swedish House Mafia анонсировала даты их прощального тура, названного «One Last Tour». Тур стартовал в ноябре 2012 года и закончился в марте 2013 года. В связи с большим спросом, были добавлены ещё несколько шоу и группа также выступила на открытии и закрытии фестиваля Ultra Music Festival соответственно 15 и 24 марта 2013 года.

## Дискография

### Альбомы

#### Компиляционные альбомы
| Название                                                                         | Детали альбома                                                                   | Наивысшая позиция в чарте | Наивысшая позиция в чарте | Наивысшая позиция в чарте | Наивысшая позиция в чарте | Наивысшая позиция в чарте | Наивысшая позиция в чарте | Наивысшая позиция в чарте | Наивысшая позиция в чарте | Наивысшая позиция в чарте | Наивысшая позиция в чарте | Проданные копии | Сертификаты                                       |
| Название                                                                         | Детали альбома                                                                   | SWE                       | AUS                       | AUT                       | BEL (FL)                  | CAN                       | GER                       | NLD                       | SWI                       | UK Comp.                  | US                        | Проданные копии | Сертификаты                                       |
| -------------------------------------------------------------------------------- | -------------------------------------------------------------------------------- | ------------------------- | ------------------------- | ------------------------- | ------------------------- | ------------------------- | ------------------------- | ------------------------- | ------------------------- | ------------------------- | ------------------------- | --------------- | ------------------------------------------------- |
| Until One                                                                        | - Релиз: 22 октября 2010 года (SWE) - Лейбл: Polydor - Форматы: CD, цифровой     | 13                        | —                         | —                         | 6                         | —                         | —                         | 8                         | 18                        | 2                         | 139                       | - US: 57,000    | - IFPI SWE: Платина - BPI: Золото                 |
| Until Now                                                                        | - Релиз: 19 октября 2012 года (SWE) - Лейбл: Polydor - Форматы: CD, цифровой     | 3                         | 10                        | 10                        | 6                         | 7                         | 26                        | 6                         | 7                         | 1                         | 14                        | - UK: 450,000   | - IFPI SWE: Платина - ARIA: Золото - BPI: Платина |
| Paradise Again                                                                   | - Релиз: 15 апреля 2022 года (SWE) - Лейбл: Republic Records - Форматы: цифровой |                           |                           |                           |                           |                           |                           |                           |                           |                           |                           |                 |                                                   |
| «—» означает, что запись не попадала в чарты или не выходила на этой территории. |                                                                                  |                           |                           |                           |                           |                           |                           |                           |                           |                           |                           |                 |                                                   |

#### Концертные альбомы
| Название                         | Детали альбома                                                               |
| -------------------------------- | ---------------------------------------------------------------------------- |
| One Night Stand: The Live Album  | - Релиз: 27 декабря 2012 года (US) - Лейбл: EMI - Форматы: CD, цифровой      |
| One Last Tour: A Live Soundtrack | - Релиз: 15 апреля 2014 года (US) - Лейбл: Virgin - Формат: цифровой         |
| Paradise Again: The Live Album   | - Релиз: 28 июля 2023 года (US) - Лейбл: Republic Records - Формат: цифровой |

### Синглы

#### В качестве главного артиста
| Название                                                                         | Год  | Наивысшая позиция в чарте | Наивысшая позиция в чарте | Наивысшая позиция в чарте | Наивысшая позиция в чарте | Наивысшая позиция в чарте | Наивысшая позиция в чарте | Наивысшая позиция в чарте | Наивысшая позиция в чарте | Наивысшая позиция в чарте | Наивысшая позиция в чарте | Сертификаты | Альбом                            |
| Название                                                                         | Год  | SWE                       | AUS                       | AUT                       | BEL (FL)                  | GER                       | IRL                       | NLD                       | SWI                       | UK                        | US                        | Сертификаты | Альбом                            |
| -------------------------------------------------------------------------------- | ---- | ------------------------- | ------------------------- | ------------------------- | ------------------------- | ------------------------- | ------------------------- | ------------------------- | ------------------------- | ------------------------- | ------------------------- | --- | --------------------------------- |
| «Get Dumb» (совместно с Laidback Luke)                                           | 2007 | —                         | —                         | —                         | —                         | —                         | —                         | 45                        | —                         | —                         | —                         | | Until One                         |
| «Leave the World Behind» (совместно с Laidback Luke с вокалом Deborah Cox)       | 2009 | 39                        | —                         | —                         | 64                        | —                         | —                         | 75                        | —                         | —                         | —                         | | Until One                         |
| «One (Your Name)» (с вокалом Pharrell Williams)                                  | 2010 | 11                        | 86                        | 25                        | 2                         | 41                        | 7                         | 1                         | 13                        | 7                         | —                         | - IFPI SWE: 7× Платина - ARIA: Золото - BEA: Платина - BPI: Золото - IFPI: Золото - FIMI: Золото | Until One и Until Now             |
| «Miami 2 Ibiza» (совместно с Tinie Tempah)                                       | 2010 | 10                        | 31                        | 36                        | 3                         | 46                        | 5                         | 10                        | 19                        | 4                         | —                         | - IFPI SWE: 5× Платинум - ARIA: Платина - BPI: Золото | Until One, Until Now и Disc-Overy |
| «Save the World» (с вокалом John Martin)                                         | 2011 | 4                         | 62                        | 31                        | 5                         | 37                        | 11                        | 6                         | 26                        | 10                        | 105                       | - IFPI SWE: 5× Платина - ARIA: Платина - BEA: Золото - BPI: Серебро - IFPI: Золото - FIMI: Золото | Until Now                         |
| «Antidote» (совместно с Knife Party)                                             | 2011 | 17                        | 100                       | 30                        | 35                        | 63                        | 39                        | 48                        | 70                        | 4                         | —                         | - IFPI SWE: 3× Платина - BPI: Серебро | Until Now                         |
| «Greyhound»                                                                      | 2012 | 6                         | 89                        | 42                        | 9                         | 53                        | 25                        | 18                        | 33                        | 13                        | —                         | - IFPI SWE: 7× Платина - ARIA: Золото - BPI: Серебро - IFPI: Золото | Until Now                         |
| «Don't You Worry Child» (featuring John Martin)                                  | 2012 | 1                         | 1                         | 5                         | 4                         | 9                         | 2                         | 5                         | 6                         | 1                         | 6                         | - IFPI SWE: 9× Платина - ARIA: 7× Платина - BEA: Золото - BPI: Платина - BVMI: Золото - IFPI AUT: Золото - IFPI SWI: Платина - RIAA: 3× Платина - CRIA: 3× Платина - IFPI: 3×Платина - IFPI: Золото - BVMI: Золото - FIMI: 2× Платина - AMPROFON: 2× Платина - RMNZ: 2× Платина | Until Now                         |
| «It Gets Better»                                                                 | 2021 | —                         | —                         | —                         | —                         | —                         | —                         | —                         | —                         | —                         | —                         | | Paradise Again                    |
| «Lifetime» (featuring 070 Shake & Ty Dolla $ing)                                 | 2021 |                           |                           |                           |                           |                           |                           |                           |                           |                           |                           | | Paradise Again                    |
| «Moth To A Flame» (featuring The Weeknd)                                         | 2021 |                           |                           |                           |                           |                           |                           |                           |                           |                           |                           | | Paradise Again                    |
| «Redlight» (featuring Sting)                                                     | 2022 |                           |                           |                           |                           |                           |                           |                           |                           |                           |                           | | Paradise Again                    |
| «Underneath It All»                                                              | —    | —                         | —                         | —                         | —                         | —                         | —                         | —                         | —                         | —                         | —                         | Релиз выпущен не официально | —                                 |
| «Not Yesterday»                                                                  | –    | –                         | –                         | –                         | –                         | –                         | –                         | –                         | –                         | –                         | –                         | Ожидает релиза |                                   |
| «See The Light»                                                                  | 2023 |                           |                           |                           |                           |                           |                           |                           |                           |                           |                           | |                                   |
| «Ray Of Solar»                                                                   | 2023 |                           |                           |                           |                           |                           |                           |                           |                           |                           |                           | |                                   |
| «Lioness» (featuring Niki & The Dove)                                            | 2024 |                           |                           |                           |                           |                           |                           |                           |                           |                           |                           | |                                   |
| «—» означает, что запись не попадала в чарты или не выходила на этой территории. |      |                           |                           |                           |                           |                           |                           |                           |                           |                           |                           | |                                   |

#### В качестве приглашённого артиста
| Название                                                                         | Год  | Наивысшая позиция в чарте | Наивысшая позиция в чарте | Наивысшая позиция в чарте | Наивысшая позиция в чарте | Наивысшая позиция в чарте | Наивысшая позиция в чарте | Наивысшая позиция в чарте | Наивысшая позиция в чарте | Наивысшая позиция в чарте | Наивысшая позиция в чарте | Сертификаты                                                                 | Альбом                  |
| Название                                                                         | Год  | SWE                       | AUS                       | AUT                       | BEL (FL)                  | GER                       | IRL                       | NLD                       | SWI                       | UK                        | US                        | Сертификаты                                                                 | Альбом                  |
| -------------------------------------------------------------------------------- | ---- | ------------------------- | ------------------------- | ------------------------- | ------------------------- | ------------------------- | ------------------------- | ------------------------- | ------------------------- | ------------------------- | ------------------------- | --------------------------------------------------------------------------- | ----------------------- |
| «Every Teardrop Is a Waterfall» (Coldplay совместно с Swedish House Mafia)       | 2011 | 47                        | 14                        | 21                        | 4                         | 24                        | 9                         | 4                         | 6                         | 4                         | 14                        | - BPI: Серебро - ARIA: Платина - IFPI: Золото - BEA: Золото - FIMI: Платина | Mylo Xyloto и Until Now |
| «Numb» (Ашер совместно с Swedish House Mafia)                                    | 2013 | —                         | 39                        | 10                        | 2                         | 24                        | —                         | 61                        | —                         | —                         | —                         |                                                                             | Looking 4 Myself        |
| «—» означает, что запись не попадала в чарты или не выходила на этой территории. |      |                           |                           |                           |                           |                           |                           |                           |                           |                           |                           |                                                                             |                         |

### Видеоклипы

#### В качестве главного артиста
| Название                                         | Год  | Режиссёр(ы)                     |
| ------------------------------------------------ | ---- | ------------------------------- |
| «One (Your Name)» (с участием Pharrell)          | 2010 | Henrik Hanson, Christian Larson |
| «Miami 2 Ibiza» (вместе с Tinie Tempah)          | 2010 | Christian Larson                |
| «Save the World» (с участием John Martin)        | 2011 | John Watts                      |
| «Antidote» (вместе с Knife Party)                | 2012 | BB Gun                          |
| «Greyhound»                                      | 2012 | Carl Erik Rinsch                |
| «Don’t You Worry Child» (с участием John Martin) | 2012 | Christian Larson                |